# Massakern i Gyllene templet
Stormningen av Gyllene templet – i officiell indisk terminologi benämnd "Operation Blue Star" – inträffade 3–8 juni 1984 vid indiska arméns stormning av Gyllene templet i Amritsar.
I syfte att få till stånd ett sikhiskt Khalistan med självstyre initierade en grupp militanta sikher under ledning av Jarnail Singh Bhindranwale en internationellt uppmärksammad terrorkampanj för att döda hinduer och moderata sikher i Punjab. Man ockuperade Gyllene tempel-komplexet, sikhernas främsta helgedom och ställde krav riktade mot den indiska regeringen, då under ledning av Indira Gandhi. Kraven listades i ett dokument som kallades Anandpur Sahib Resolution. I den fanns det bland annat krav på att man skulle sluta att diskriminera sikher och ge dem samma rättigheter som andra indiska medborgare. Indira Gandhi, som inte hade några planer att ge sikherna deras rättigheter, kom slutligen att beordra stormningen, vid vilken 83 indiska soldater och 493 ockupanter dödades, och materiella skador vållades på templet.
Indira Gandhi blev senare mördad av sina sikhiska livvakter, som hämnd för stormningen av Gyllene templet. Mordet ledde till att tusentals sikher i hela Indien mördades. Enligt mänskliga rättighetsorganisationen ENSAAF:s rapport Reduced to Ashes hackades människor i bitar, barnhuvuden blev avhuggna, kvinnor blev våldtagna, män blev omringade, duschade i olja och uppbrända, även hus och affärer ägda av sikher brändes.